# Bryonectria disciformis
Bryonectria disciformis är en svampart som beskrevs av Döbbeler 2003. Bryonectria disciformis ingår i släktet Bryonectria och familjen Bionectriaceae.   Inga underarter finns listade i Catalogue of Life.